# Предельная точка
Преде́льная то́чка множества в общей топологии — это такая точка, любая проколотая окрестность которой пересекается с этим множеством.

## Определение и типы предельных точек
Точка {\displaystyle x} называется предельной точкой подмножества {\displaystyle A} в топологическом пространстве {\displaystyle X}, если всякая проколотая окрестность точки {\displaystyle x} имеет с {\displaystyle A} непустое пересечение.
Точка {\displaystyle x} называется точкой накопления подмножества {\displaystyle A}, если всякая окрестность точки {\displaystyle x} имеет с {\displaystyle A} бесконечное число общих точек. Для T1-пространств (то есть пространств, у которых все точки (одноточечные множества) замкнуты), понятия предельная точка и точка накопления равносильны.
Точка {\displaystyle x} называется точкой конденсации подмножества {\displaystyle A}, если всякая окрестность точки {\displaystyle x} содержит несчётное множество точек {\displaystyle A}.
Точка {\displaystyle x} называется точкой полного накопления подмножества {\displaystyle A}, если для всякой окрестности {\displaystyle U} точки {\displaystyle x} мощность пересечения {\displaystyle U\cap A} равна мощности множества {\displaystyle A}.

## Связанные понятия и свойства
- Точка {\displaystyle x} называется точкой прикосновения подмножества {\displaystyle A} в топологическом пространстве {\displaystyle X}, если всякая окрестность точки {\displaystyle x} имеет с {\displaystyle A} непустое пересечение. Множество всех точек прикосновения множества {\displaystyle A} составляет его замыкание {\displaystyle {\bar {A}}}.

- Изолированной называется такая точка {\displaystyle x\in A}, у которой есть окрестность, не имеющая с {\displaystyle A} других общих точек, кроме {\displaystyle x}. Подмножество в {\displaystyle A}, состоящее из одной этой точки, является открытым в {\displaystyle A} (в индуцированной топологии).

- Таким образом, все точки прикосновения любого множества {\displaystyle A\subset X} (то есть точки замыкания {\displaystyle {\bar {A}}}) делятся на два вида: предельные и изолированные точки {\displaystyle A}. Вторые составляют подмножество {\displaystyle A}, первые же могут как принадлежать, так и не принадлежать ему.

- Совокупность всех предельных точек множества {\displaystyle A} называется его произво́дным мно́жеством и обозначается {\displaystyle A'}. Все предельные точки множества входят в его замыкание {\displaystyle {\bar {A}}}. Более того, справедливо равенство: {\displaystyle {\bar {A}}=A\cup A'}, из которого легко получается следующий критерий замкнутости подмножеств: Множество A замкнуто тогда и только тогда, когда содержит все свои предельные точки.

- Если {\displaystyle x} — предельная точка множества {\displaystyle A}, то существует направление точек из {\displaystyle A}, сходящееся к {\displaystyle x}.

- В метрических пространствах, если {\displaystyle x} — предельная точка множества {\displaystyle A}, то существует последовательность точек из {\displaystyle A} сходящаяся к {\displaystyle x}. Топологические пространства, для которых выполняется это свойство, называются пространствами Фреше — Урысона.
- Топологическое пространство {\displaystyle X} компактно тогда и только тогда, когда в нём всякое бесконечное подмножество имеет хотя бы одну точку полного накопления в {\displaystyle X}.

- Топологическое пространство {\displaystyle X} счётно компактно тогда и только тогда, когда в нём всякое бесконечное подмножество имеет хотя бы одну строгую предельную точку в {\displaystyle X}. Всякий компакт счётно компактен. Для метрических пространств верно и обратное (критерий компактности метрического пространства): метрическое пространство компактно тогда и только тогда, когда оно счётно компактно.

(В частности, поскольку отрезок прямой компактен, то он счётно компактен. Следовательно, всякое бесконечное ограниченное подмножество прямой имеет хотя бы одну предельную точку.)
- Замкнутое множество в хаусдорфовом пространстве называется совершенным, если каждая его точка является предельной (то есть, если множество не содержит изолированных точек). Примерами совершенных множеств могут служить отрезок прямой, множество Кантора.

## Примеры
- Рассмотрим множество вещественных чисел {\displaystyle \mathbb {R} } со стандартной топологией, порождённой открытыми интервалами. Тогда относительно этой топологии имеем:
  - {\displaystyle (a,b)'=[a,b];}
  - {\displaystyle \mathbb {Q} '=\mathbb {R} ,} где {\displaystyle \mathbb {Q} } — множество рациональных чисел;
  - {\displaystyle \mathbb {Z} '=\varnothing ,} где {\displaystyle \mathbb {Z} } — множество целых чисел;
- Пусть {\displaystyle \omega _{1}} — первый несчётный ординал. Рассмотрим {\displaystyle [0,\omega _{1}]} — ординал {\displaystyle \omega _{1}+1} с порядковой топологией. Точка {\displaystyle \omega _{1}} является предельной точкой множества {\displaystyle [0,\omega _{1})}, однако не существует последовательности из элементов этого множества, сходящейся к {\displaystyle \omega _{1}}.

## Предельная точка числового множества
В частности, предельной точкой числового множества, имеющего бесконечное число элементов, называется точка числовой прямой, в любой окрестности которой содержится бесконечно много элементов этого множества. Также можно считать предельной точкой такого множества {\displaystyle -\infty }, если из некоторых его элементов можно составить бесконечно большую последовательность с попарно различными отрицательными элементами. Если же можно составить бесконечно большую последовательность с попарно различными положительными элементами, то можно считать предельной точкой {\displaystyle +\infty }.
Верхняя предельная точка числового множества — это наибольшая из его предельных точек.
Нижняя предельная точка числового множества — это наименьшая из его предельных точек.

### Свойства
- У любого ограниченного числового множества, имеющего бесконечное число элементов, существуют и верхняя, и нижняя предельные точки (в множестве вещественных чисел). Если добавить в множество вещественных чисел {\displaystyle -\infty } и {\displaystyle +\infty }, то в получившемся множестве предельные точки имеют вообще все числовые множества с бесконечным числом элементов.

- Из элементов любого ограниченного числового множества, имеющего бесконечное число элементов, можно выделить сходящуюся последовательность, элементы которой попарно различны.

## Предельная точка числовой последовательности
Предельная точка последовательности — это точка, в любой окрестности которой содержится бесконечно много элементов этой последовательности.
{\displaystyle x} — предельная точка последовательности {\displaystyle \left\{x_{n}\right\}_{n=1}^{\infty }\Leftrightarrow }
{\displaystyle \Leftrightarrow \forall \varepsilon >0~\exists X\subseteq \mathbb {N} \colon \left|X\right|=\aleph _{0}\land \forall i\in X\colon \left|x_{i}-x\right|<\varepsilon }
Наибольшая предельная точка последовательности называется её верхним пределом, а наименьшая предельная точка — нижним пределом.
Иногда во множество возможных предельных точек включают «{\displaystyle -\infty }» и «{\displaystyle +\infty }». Так, если из последовательности можно выделить бесконечно большую подпоследовательность, все элементы которой отрицательны, то говорят, что «{\displaystyle -\infty }» является предельной точкой этой последовательности. Если же из последовательности можно выделить бесконечно большую подпоследовательность с исключительно положительными элементами, то говорят, что «{\displaystyle +\infty }» является её предельной точкой. При этом, разумеется, у последовательности могут быть и другие предельные точки.

### Свойства
- Точка является предельной точкой последовательности тогда и только тогда, когда из этой последовательности можно выделить подпоследовательность, сходящуюся к этой точке (то есть точка является частичным пределом последовательности).
{\displaystyle x} — предельная точка последовательности {\displaystyle \left\{x_{n}\right\}_{n=1}^{\infty }\Leftrightarrow \exists \left\{k_{n}\right\}_{n=1}^{\infty }\forall i\in \mathbb {N} \colon k_{i}<k_{i+1}\land \lim _{n\to \infty }x_{k_{n}}=x}
Иногда это свойство принимают за определение, а приведённое выше определение — за свойство.
- Всякая сходящаяся числовая последовательность имеет только одну предельную точку.
{\displaystyle x,x'} — предельные точки последовательности {\displaystyle \left\{x_{n}\right\}_{n=1}^{\infty }\land \exists \lim _{n\to \infty }x_{n}\Rightarrow x=x'}
- Предельная точка любой сходящейся числовой последовательности совпадает с её пределом.
{\displaystyle x} — предельная точка последовательности {\displaystyle \left\{x_{n}\right\}_{n=1}^{\infty }\land \exists \lim _{n\to \infty }x_{n}\Rightarrow \lim _{n\to \infty }x_{n}=x}
- Для любого конечного множества точек можно построить последовательность, для которой эти точки будут являться предельными и никакие, кроме них.
- У произвольной числовой последовательности имеется хотя бы одна предельная точка (либо вещественная, либо бесконечность).

### Примеры
- У последовательности из единиц {\displaystyle \left\{1\right\}_{n=1}^{\infty }} существует единственная предельная точка 1 (хотя она не является предельной точкой множества значений элементов последовательности, состоящего из одного элемента).
- У последовательности {\displaystyle \left\{1/n\right\}_{n=1}^{\infty }} существует единственная предельная точка 0.
- У последовательности натуральных чисел {\displaystyle \left\{n\right\}_{n=1}^{\infty }} нет предельных точек (или, в других терминах, имеется предельная точка {\displaystyle +\infty }).
- У последовательности {\displaystyle \left\{\left(-1\right)^{n}\right\}_{n=1}^{\infty }} существуют две предельные точки: −1 и +1.
- У последовательности из всех рациональных чисел {\displaystyle \left\{q_{n}\right\}_{n=1}^{\infty }}, занумерованных произвольным образом, существует бесконечно много предельных точек.

## Предельная точка направления
Пусть {\displaystyle \left\{x_{\alpha }\right\}_{\alpha \in \mathrm {A} }} — направление элементов топологического пространства {\displaystyle X}. Тогда {\displaystyle x} называется предельной точкой направления, если для любой окрестности {\displaystyle U} точки {\displaystyle x} и для любого {\displaystyle \alpha \in \mathrm {A} } найдётся индекс {\displaystyle \beta \in \mathrm {A} } такой что {\displaystyle \beta \geqslant \alpha } и {\displaystyle x_{\beta }\in U}

### Свойства
- Точка является предельной точкой направления тогда и только тогда, когда существует поднаправление, сходящееся к этой точке.
  - В частности, точка является предельной точкой последовательности тогда и только тогда, когда существует поднаправление, сходящееся к этой точке.
  - Если каждая точка топологического пространства обладает счётной базой, то в предыдущем пункте можно говорить о подпоследовательностях.

### Примеры
Пусть {\displaystyle A=[0,1)} — направлено по возрастанию. У направления {\displaystyle \left\{\alpha \right\}_{\alpha \in A}} существует единственная предельная точка {\displaystyle {1}} в топологическом пространстве {\displaystyle [0,1]}.